# Inner Islands (Torres Strait)
Inner Islands bezeichnet eine Inselregion im Verwaltungsbezirk Torres Shire des australischen Bundesstaats Queensland. Zum Gebiet zählen einige der Torres-Strait-Inseln im Südwesten der Wasserstraße Torres Strait, welche relativ nahe vor der Nordspitze Australiens, dem Kap York, liegen.
Thursday Island, die Verwaltungszentrale der (australischen) Torres-Strait-Inseln, liegt in der Region. Weitere Inseln der Inner Islands sind etwa Prince of Wales Island, Horn Island und Hammond Island.